# Papanasam
Papanasam là một thị xã panchayat của quận Thanjavur thuộc bang Tamil Nadu, Ấn Độ.

## Địa lý
Papanasam có vị trí 10°56′00″B 79°17′00″Đ / 10,9333°B 79,2833°Đ Nó có độ cao trung bình là 106 mét (347 feet).

## Nhân khẩu
Theo điều tra dân số năm 2001 của Ấn Độ, Papanasam có dân số 16.397 người. Phái nam chiếm 50% tổng số dân và phái nữ chiếm 50%. Papanasam có tỷ lệ 76% biết đọc biết viết, cao hơn tỷ lệ trung bình toàn quốc là 59,5%: tỷ lệ cho phái nam là 82%, và tỷ lệ cho phái nữ là 70%. Tại Papanasam, 11% dân số nhỏ hơn 6 tuổi.